# Miotapirus
Il miotapiro (Miotapirus harrisonensis) è un mammifero perissodattilo estinto, appartenente ai tapiridi. Visse nel Miocene inferiore (circa 22 – 20 milioni di anni fa) e i suoi resti fossili sono stati ritrovati in Nordamerica.

## Descrizione
Questo animale era molto simile a un odierno tapiro, e come le forme attuali doveva essere di forme relativamente pesanti e dotato di una corta proboscide. Miotapirus era inoltre di dimensioni considerevoli rispetto ad altri tapiri più primitivi come Protapirus o Paratapirus, e poteva raggiungere i due metri di lunghezza. 
Vi erano varie caratteristiche che distinguevano Miotapirus dagli altri tapiridi: il primo incisivo inferiore era più grande del secondo e del terzo (quest’ultimo davvero minuscolo); il secondo premolare inferiore era corto; i premolari erano generalmente molariformi, con ipolofide e ipocono ben sviluppati; il quarto premolare era più grande del primo molare, sia quelli superiori che quelli inferiori; le creste dei molari erano più alte rispetto a quelle di Protapirus, ma più basse di quelle del genere Tapirus; i primi due molari superiori erano squadrati; le ossa nasali erano ridotte; il cranio era allungato nella regione posteriore; la sinfisi mandibolare era stretta ma massiccia.

## Classificazione
Miotapirus harrisonensis venne descritto per la prima volta da Erich Maren Schlaikjer nel 1937, sulla base di fossili ritrovati in Wyoming in terreni del Miocene inferiore. Altri fossili appartenenti a questa specie furono ritrovati in Nebraska. Nel 1984 venne descritta un'altra specie attribuita a questo genere, M. marslandensis; uno studio del 1998, tuttavia, ha riscontrato caratteristiche molto primitive, tali da consentire l’istituzione di un nuovo genere per questa specie, Nexuotapirus. Altri fossili attribuibili con qualche dubbio al genere Miotapirus provengono dal Miocene medio della California e dal Miocene inferiore dell'Oregon.
Miotapirus è considerato una forma intermedia tra i tapiridi arcaici come Protapirus e i tapiri più derivati, come il genere Tapirus.